# Hjørring i trediverne
|  | Denne artikel er oprettet af botten Steenthbot ud fra en ekstern database. Den kan derfor have sproglige fejl eller mangler. Denne skabelon kan fjernes efter kontrol af indholdet. |

Hjørring i trediverne er en dansk dokumentarisk optagelse fra 1937.

## Handling
Optagelser fra Hjørring i 1930'erne - byens næringsliv og hverdagslivet. Byrådsmøde, Borgmesterkontoret og Politikontorerne. Christiansgave. Springvandspladsen - folkefest og optog. Sankt Knuds Kilde. Alderdomshjemmet. De forenede Klædefabrikker (Bechs Klædefabrik) og udsalgene. Svanelunden. Brüels Maskinfabrik. Brandvæsenet rykker ud. Sygehuset. Togtur til Hirtshals. Møller Lee Trælasthandel. Kiksfabriken Oxford og Jørgen Storm Æg-Export. Marinus Madsen, damekonfektion. Chr. H. Nielsen, Korn- og Foderstoffer. Elektricitetsværket. Dampvaskeri. Betty Mogensens Boghandel. Buntmager Henriksen. Vendsyssel Kaffekompagni. V. Mogensens Vin-Import. Børge Christensen Isenkram. Rich. Hansen, Skotøjsmagasin. Shell-tanken. Vandværket og Gasværket. Bal i Arbejdernes Forsamlingsbygning. Hjørring Andelsmejeri. Otto Heerfordt, Kul-Import. Festaftner på Hotel du Nord. S. Kloch, trikotagehandel. N.C. Kraglund, Frøhandel. Arthur Hassing, Sølv. Mere fest på Hotel du Nord, bl.a. julefest. Hjørring Automobilhandel. Skoleliv.